# Canadá nos Jogos Pan-Americanos de 1971
O Canadá competiu nos Jogos Pan-Americanos de 1971 em Cáli, Colômbia, de 25 de julho a 8 de agosto de 1971. Conquistou oitenta medalhas no total.